# Paula Cardoso
Paula Cardoso (Beira, 1979), é uma jornalista, produtora de conteúdos e militante anti-racista luso-moçambicana. Criadora da série de livros infanto-juvenis Força Africana e da plataforma online Afrolink. Em 2022 foi seleccionada para a lista Top 100 Women In Social Enterprise 2022 da EuclidNetwork, uma rede europeia de empreendedorismo social apoiada pela Comissão Europeia.

## Percurso
Paula Cardoso nasceu em 1979 na cidade da Beira, em Moçambique. Aos três anos mudou-se para Portugal.
Cardoso é licenciada em Relações Internacionais pelo Instituto Superior de Ciências Sociais e Políticas da Universidade de Lisboa. Posteriormente, especializou-se em Jornalismo no Centro Protocolar de Formação para Jornalistas (CENJOR).
Entre 2003 e 2006 trabalhou na redacção da revista Visão e em 2006 passou a trabalhar na redacção do jornal Sol.
Em 2012 mudou-se para Angola, onde trabalhou como chefe de redacção do jornal Agora. Em 2016, passou a assumir o cargo de direcção online do Novo Jornal, até 2019. Regressou a Portugal em 2017.
A partir de 2019 deu início aos seus projectos de combate ao racismo e promoção de maior representatividade negra. Começou por criar uma marca de livros infanto-juvenis, Força Africana, com personagens negras como protagonistas, com o objectivo de valorizar a cultura africana.
Em junho de 2020, lançou o Afrolink, uma plataforma online de divulgação e promoção de negócios e projectos de profissionais africanos e afrodescendentes em Portugal.
Em setembro de 2020, tornou-se co-anfitriã do talk-show online O Lado Negro da Força, que pretende dar a conhecer pessoas racializadas, das mais variadas áreas.
Em 2021, tornou-se apresentadora da segunda temporada do Black Excellence Talk Series, da RTP África e fez parte da equipa de produção de conteúdos do talk-show Jantar Indiscreto, da RTP2, ambos criados por Myriam Taylor.
Paula Cardoso também faz parte do projecto da sociedade civil Fórum dos Cidadãos, onde coordena o projecto DeliberaEscola, que tem por objectivo alargar as noções de democracia e disseminar práticas de deliberação em ambiente escolar.
Por fim, Paula Cardoso ainda escreve para a publicação Setenta e Quatro.

## Prémios e reconhecimento
Em 2022, Paula Cardoso foi uma das seleccionadas para integrar a lista Top 100 Women In Social Enterprise 2022 da EuclidNetwork, uma rede europeia de empreendedorismo social apoiada pela Comissão Europeia. Esta lista visa reconhecer mulheres que se destacaram no sector do empreendedorismo social, dando visibilidade ao impacto das suas acções. Cardoso foi distinguida pela sua excelência do seu trabalho ao nível de representatividade e inovação.